# Ramdurg
Ramdurg là một thị xã của huyện Belgaum thuộc bang Karnataka, Ấn Độ.

## Nhân khẩu
Theo điều tra dân số năm 2001 của Ấn Độ, Ramdurg có dân số 31.822 người. Phái nam chiếm 50% tổng số dân và phái nữ chiếm 50%. Ramdurg có tỷ lệ 65% biết đọc biết viết, cao hơn tỷ lệ trung bình toàn quốc là 59,5%: tỷ lệ cho phái nam là 75%, và tỷ lệ cho phái nữ là 55%. Tại Ramdurg, 13% dân số nhỏ hơn 6 tuổi.